# Den Bibel int Corte
Den Bibel int Corte ghetranslateert wten latine ende walsche metten figueren is een vertaling van enkele delen uit de Bijbel, aangevuld met allerlei wonderlijke gebeurtenissen uit middeleeuwse overlevering, uitgegeven in 1513 (gheprint bi my Claes de Greve ende Thomaes vander Noot te Antwerpen). De uitgave is in klein-folio en voorzien van houtsneden (metten figueren). Een tweede druk van deze Bijbel verscheen in 1516.
Deze Bijbel geldt als een van de vroegste Nederlandstalige Bijbeluitgaven. De tekst bestaat uit delen van het Oude Testament en gaat terug op de Vulgaat. De toevoeging van wonderdadige verhalen, vertaald uit het Frans (walsche) uit later tijd geldt als een curiosum in de drukgeschiedenis van Nederlandstalige Bijbels. Het boek is na de reformatie wel gezien als een toonbeeld van roomsgezinde lectuur, terwijl het ook in katholieke kring kon rekenen op kritiek. De franciscaner minderbroeder Jan Elen, merkte in een boekje over de geloofsleer uit 1518 over dit type Bijbels op:
Laet achter duytsche bibelen die onvolcomelic ende ooc valschelic sijn overgheset uten latine, ende historien ende legenden die dicwils niet waer en sijn, ende ander materien die u niet noot en sijn te weten, mer dicwils scadelic sijn